# Paul Burrell
Paul Burrell  (nascido em 6 de junho de 1958, em Grassmoor, perto de Chesterfield, Derbyshire) foi o lacaio da Rainha Elizabeth II do Reino Unido e o mordomo de Diana, Princesa de Gales.

## Carreira como empregado da família real
Em 1976, aos dezoito anos, Paul Burrell tornou-se um lacaio em treinamento do Palácio de Buckingham. No ano seguinte, foi promovido a lacaio pessoal de Elizabeth II, viajando com a Rainha e com o Duque de Edimburgo em diversos países. Tornou-se amigo de Diana, Princesa de Gales, antes de seu casamento, em 1980. Em 1987, o Príncipe e a Princesa de Gales solicitaram seus serviços, como mordomo, em Highgrove House, em Gloucestershire. Em 1992, quando o casal real se separou, Paul juntou-se à Diana em seu apartamento no Palácio de Kensington. Foi a única pessoa não-familiar que foi convidado ao funeral e ao enterro da princesa em Althorp. Em novembro de 1997, ele foi condecorado pela Rainha com a Royal Victorian Medal, por seus serviços à monarquia.

## Processo judicial
Em 2002, ele foi acusado de furto pela família de Diana, os Spencer, mas o julgamento foi declarado cancelado quando a Rainha interferiu-se, alegando que lembrara de Burrell pedindo, em uma conversa particular, para guardar algumas possessões de Diana, que seriam futuramente entregues aos seus filhos, os príncipes William e Harry. Estima-se que o caso judicial custou ao menos 1,5 milhão de libras esterlinas.

## Livros
Em 1999, escreveu, com base nas experiências adquiridas enquanto trabalhava para a família real, "In The Royal Manner", um livro de etiqueta à mesa. Em 2003, Burrell escreveu o livro A Royal Duty, que fala sobre seu tempo em que trabalhava como mordomo de Diana. Mais de meio milhão de exemplares foram vendidos. Antes da publicação, vendeu uma história para um jornal nacional, ganhando em troca uma boa quantia em dinheiro. Em 2004, publicou o livro Sleazy Cash-in Confessions Of A Royal Stooge. O último livro foi intitulado The Way We Were.

## Participações em shows
No mesmo ano, Paul tornou-se o segundo colocado no reality show da ITV I'm a Celebrity, Get Me Out of Here!, e teve que enfrentar desafios, como por exemplo comer testículos de canguru. Ele teve também alguns argumentos com a jornalista Janet Street-Porter, sobre o fato de estar continuamente falando a respeito da Família Real Britânica. Paul tornou-se um pouco impopular durante seu julgamento,
devido ao uso de suas "relações reais" para ganhar dinheiro. Contudo, sua aparição no programa deu um auxílio na sua imagem.
Em 2005, tornou-se juiz e treinador no reality show australiano Australian Princess. Em março de 2006, apareceu no game show Countdown. No começo de 2006, interpretou o ator Richard Gere no programa Celebrity Stars in their Eyes, da ITV, cantando "Razzle Dazzle", do filme Chicago.

## Vida pessoal
Paul Burrell e sua ex-esposa Maria, que costumava trabalhar para o Príncipe Philip, Duque de Edimburgo, foram casados de 1984 à 2016, viviam em Cheshire. Eles tiveram dois filhos: Alexander e Nicholas, que eram amigos de infância dos príncipes William e Harry. Paul é católico, e em 2016 assumiu sua homossexualidade. É atualmente casado com Graham Cooper.